# Mercado Municipal de Uberlândia

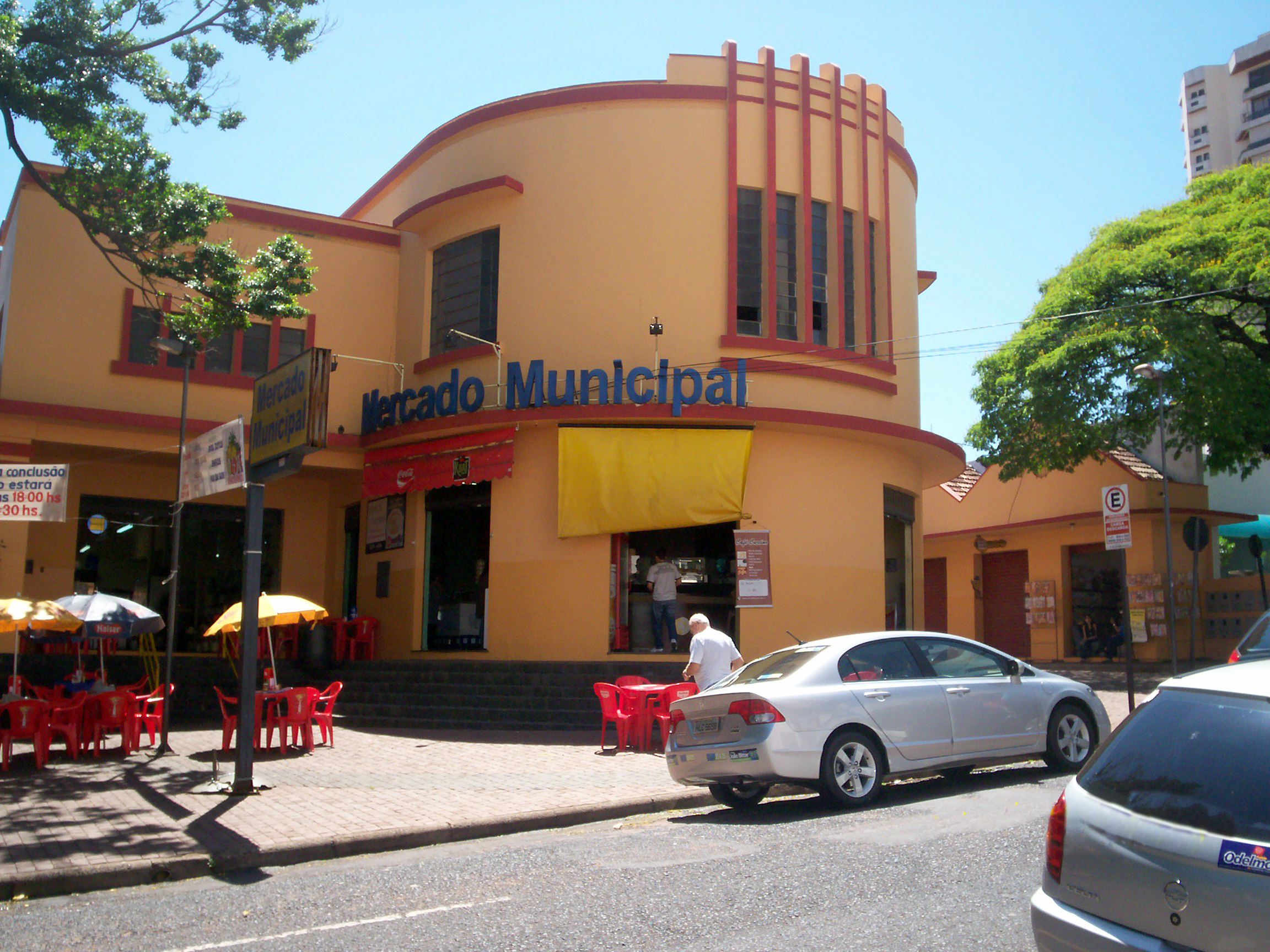
Mercado Municipal após a reforma

O Mercado Municipal de Uberlândia está localizado no  Centro da cidade.
- Foi instituído em 1923, mas só foi executado em 1944
- . Foi centro atacadista até 1977, quando o comércio foi transferido para a Ceasa, na Zona Leste da cidade.
- Situado à rua Olegário Maciel, nº 255, esquina com a Avenida Getúlio Vargas, o Mercado Municipal oferece produtos típicos de Minas Gerais e serviços variados.[1]

## O mercado municipal
O local é conhecido pelos produtos caseiros como doces e queijos tradicionais e regionais, além de frutas, verduras e legumes selecionados. Além dos artigos típicos da região, o mercado comercializa peixes, frutos do mar, carnes de todos os tipos, frango caipira, frios, laticínios e congelados, dietéticos e naturais, mel e derivados. O local possui ainda a Casa do Palmito, lanchonetes, comida árabe, produtos para açougues, agropecuária, barbearia, sapataria, engraxataria, tabacaria, chaveiros, artesanatos e outras utilidades, além de casa típica de cachaça e loja de artigos religiosos com livraria.
- O Mercado Municipal de Uberlândia, tem um espaço para teatro e também uma galeria de arte.